# Cova de l'Alarb (Collioure)
Pour les articles homonymes, voir Cova de l'Alarb.
La Cova de l'Alarb, appelé aussi dolmen du Mas Rimbaut, est un dolmen situé à Collioure, dans le département français des Pyrénées-Orientales.

## Historique
Le dolmen est mentionné pour la première fois en 1890. La Cova de l'Alarb (« grotte du voleur ») tient son nom du mot alarp, déformation du mot « arabe » faisant référence aux invasions maures du VIIIe siècle, ayant pris progressivement le sens de « voleur, pillard »,,.

## Description
Le dolmen semble en bon état mais il a été réaménagé et était encore utilisé comme abri agricole dans une vigne au XXe siècle. C'est un dolmen à couloir. La chambre est délimitée par trois grands orthostates en gneiss précédés par trois petites dalles délimitant le couloir. Les aménagements modernes ont conduit à la fermeture du couloir par deux autres dalles et le support coté oriental a été retaillé afin d'y aménager une ouverture qui sert désormais d'accès à l'intérieur de la chambre. Le côté nord du chevet a été consolidé avec une murette. La table de couverture comporte plusieurs cupules dont deux mesurent 6 à 7 cm de diamètre.
| Dalle            | Longueur | Épaisseur     | Largeur |
| ---------------- | -------- | ------------- | ------- |
| Chevet           | 1,38 m   | 0,30 m        |         |
| Orthostate ouest | 2,95 m   | 0,20 à 0,35 m |         |
| Orthostate est   | 2,13 m   | 0,20 m        |         |
| Couverture       | 2 m      | 0,20 m        | 1,60 m  |